# 為什麼是我來神說教
《為什麼是我來神說教》是日本電視台於2025年4月12日至6月14日播出的週六連續劇，由廣瀨愛麗絲主演。

## 登場人物
中數字為年齡。

### 主要人物
- 麗美靜〈28〉：廣瀨愛麗絲

私立名新學園2年10班的班導、國文教師。

### 私立名新學園

#### 教職員
- 浦見光〈30〉：渡邊翔太[2]

2年9班的班導、數學教師。
- 林聖羅〈25〉：岡崎紗繪[2]

2年8班的班導、英語教師。
- 大口美幸〈45〉：野呂佳代[2]

2年1班班導、世界史教師。年級主任。
- 森口櫂〈40〉：伊藤淳史[2]

2年5班的班導、政治經濟教師。
- 新保〈51〉：小手伸也[2]

校務主任。
- 加護京子〈50〉：木村佳乃[2]

校長。葉子的大學時期的好友。

#### 2年10班
- 內藤彩華：豐嶋花[3]
- 七海海斗：水澤林太郎[3]
- 綿貫陽奈：清乃朝姫[3]
- 太田璃子：新井美羽[3]
- 秦凛太郎：羽村仁成[3]
- 西畑壘：林裕太[3]
- 安藤友理奈：志田琥珀[3]
- 宮沢圭太：吉田晴登[3]
- 小早川麻衣：松本麗世[3]
- 田沢太一：島村龍乃介[3]
- 清水廉：大原由暉[3]
- 涉谷戀：石川萌香[3]
- 高坂愛：佐月繪美[3]
- 小林南：染谷隼生[3]
- 梶山樹：藤本洸大[3]
- 佐野琴音：宮下結衣[3]
- 本田愛美：八木響生[3]
- 五十嵐理玖：宗像隼司[3]
- 田村萌：鈴木夢[3]
- 奈良原廣輔：石川悠人[3]
- 三井灯（三井あかり）：宮城彌生[3]
- 青木大和：水野哲志[3]
- 福田奈緒：野口詩央[3]
- 柳原由愛：山口永愛[3]
- 高見佳奈子：陣野小和[3]
- 長尾紗理奈：渡邊亞[3]
- 加藤亮一：樋口拓哉[3]
- 村田由衣：鈴木由衣[3]
- 橫田涉：村瀨星哉[3]
- 安原綾子：野中梨緒那[3]
- 吉野大輔：田村繼[3]

### 其他人物
- 麗美葉子〈51〉：堀内敬子[2]

靜的母親。
- 鈴木愛花〈30〉：志田未來[4]

## 製作團隊
- 劇本：オークラ
- 配樂：橫山克
- 主題曲：AiNA THE END「Aria」（avex trax）[5]
- 導演：內田秀實、南雲聖一、苗代祐史
- 總製作人：荻野哲弘
- 製作人：藤森真實、白石香織（AX-ON）
- 制作協力：AX-ON
- 製作著作：日本電視台

## 播出日程
| 集數                                                                      | 播出日期 | 副標題 | 導演     | 收視率 |
| ------------------------------------------------------------------------- | -------- | ------ | -------- | ------ |
| 第1話                                                                     | 4月12日  |        | 內田秀實 | 6.1%   |
| 第2話                                                                     | 4月19日  |        | 內田秀實 | 5.2%   |
| 第3話                                                                     | 4月26日  |        | 南雲聖一 | 5.9%   |
| 第4話                                                                     | 5月03日  |        | 南雲聖一 | 5.3%   |
| 第5話                                                                     | 5月10日  |        | 內田秀實 | 5.1%   |
| 第6話                                                                     | 5月17日  |        | 苗代祐史 | 6.4%   |
| 第7話                                                                     | 5月24日  |        | 內田秀實 | 5.0%   |
| 第8話                                                                     | 5月31日  |        | 南雲聖一 | 4.1%   |
| 第9話                                                                     | 6月07日  |        | 南雲聖一 | 5.7%   |
| 最終話                                                                    | 6月14日  |        | 內田秀實 | 5.4%   |
| 平均收視率 5.4%（收視率由Video Research調查關東地區、家戶的即時統計資料） |          |        |          |        |

## 外部連結
- 官方网站－日本電視台 （日語）
  - 為什麼是我來神說教的X（前Twitter）
  - 為什麼是我來神說教的Instagram帳戶
  - 為什麼是我來神說教的TikTok
- 在Netflix上觀看《為什麼是我來神說教》

| 日本 日本電視台 週六連續劇          | 日本 日本電視台 週六連續劇                    | 日本 日本電視台 週六連續劇 |
| ----------------------------------- | --------------------------------------------- | -------------------------- |
|                                     | 為什麼是我來神說教 （2025年4月12日－6月14日） |                            |
| 遺產偵探 （2025年1月25日－3月29日） | 佔領放送局 （2024年7月12日－）                |                            |